# Tambangan Kelekar
Tambangan Kelekar is een bestuurslaag in het regentschap Muara Enim van de provincie Zuid-Sumatra, Indonesië. Tambangan Kelekar telt 2755 inwoners (volkstelling 2010).